# Raúl Sánchez Sotomayor
Raúl Alberto Sánchez Sotomayor (Callao, 20 de abril de 1932 – Lima, 24 de julio del 2010) fue un marino, diplomático, empresario y político peruano. Fue ministro de Pesquería (1990-1991) y ministro de Relaciones Exteriores (1991), así como Presidente de la Sociedad Nacional de Pesquería (2003-2010).

## Biografía
Fue hijo de Raúl Sánchez Maurtua y de Elcira Sotomayor Gonzalez. Realizó sus estudios escolares en el colegio América de su natal Callao. En 1949 ingresó a la Escuela Naval del Perú, de donde egresó como Alférez de Fragata en el primer puesto de su promoción, el 23 de diciembre de 1953. Fue destinado al BAP Castilla como Oficial de Comunicaciones y Electrónica, para luego servir en el BAP Chimbote y BAP Cabo Blanco en similar rango.
En 1957 ascendió a Teniente Segundo e ingresó como alumno a la Escuela de Submarinos, obteniendo la más alta calificación en 1958. La ingeniería y la electrónica eran los campos de su mayor interés. En 1959 contrajo matrimonio con María Elena Sabogal Morzán, de cuya unión nacieron María Elena, Raúl Enrique y María del Pilar.
Entre 1960 y 1962, se desempeñó como Instructor en la Escuela de Submarinos del Centro de Entrenamiento Naval del Callao. Simultáneamente sirvió en los submarinos Abtao y 2 de Mayo, hasta terminar como Jefe de Ingeniería en el último. Ya como Teniente Primero, viajó como alumno del curso de mantenimiento del sistema TDC (torpedo data computer) en Connecticut, Estados Unidos, donde tuvo una participación muy destacada.
En 1965, ya como Capitán de Corbeta, fue nombrado Jefe de la Estación de Torpedos, y al siguiente año, segundo Comandante del BAP Angamos. Entre 1967 y 1968 se desempeñó como Instructor en el Departamento de Entrenamiento de la Escuadra y del Curso de Táctica Avanzada para Submarinos.
En 1969 pasó a ser segundo Comandante del BAP Abtao, para posteriormente por dos años consecutivos, y con el grado de Capitán de Fragata, asumir el comando del mismo submarino. Fue diplomado en la Escuela Superior de Guerra Naval, en el Curso de Comando y Estado Mayor. Ejerció también el cargo de Comandante de la Flotilla Fluvial de la Amazonía. De esta época se recuerda la protesta que a nombre de la Marina de Guerra hizo junto con otros oficiales contra el paso al retiro de colegas suyos por estar en desacuerdo con la política del gobierno de Juan Velasco Alvarado.
En 1974 ascendió a Capitán de Navío y en 1976 fue nombrado Comandante de la Flotilla de Submarinos. En 1978 ascendió a Contralmirante, cuando se desempeñaba como Agregado Naval a la Embajada del Perú en España.
En 1980 fue Comandante de la Primera Zona Naval y, posteriormente Director Ejecutivo de Servicios Industriales de la Marina (SIMA-PERU S.A.) y del Proyecto de la Base Naval de Chimbote. Bajo su gestión en el SIMA-PERU se lanzaron el BAP Montero (1982) y el BAP Mariátegui (1984), las primeras fragatas construidas en el Perú, lo que significó un gran avance en la construcción naval de alto bordo en el plano continental.
En 1985, ya con el grado de Vicealmirante, pasó a ser Agregado Naval ante la Organización de Estados Americanos y delegado de la Marina ante la Junta Interamericana de Defensa.
El 28 de diciembre de 1987, luego de casi cuarenta años en el servicio, solicitó su pase al retiro, al no ser nombrado comandante general de la Marina, cargo que consideraba corresponderle por ser el oficial más antiguo en actividad. Escribió las razones de su decisión en una carta publicada en el diario El Comercio, por esa fecha.
Integrado a la vida civil, emprendió diversas actividades empresariales, como Director Ejecutivo de la empresa agraria El Escorial, Presidente del Directorio de la Corporación Pesquera Inca (COPEINCA) y Presidente del Directorio de las empresas Transoceanic y Rasan. Asimismo, ocupó la primera vicepresidencia de la CONFIEP y la presidencia del Directorio de la Sociedad Nacional de Pesquería desde marzo del 2003 hasta su fallecimiento.
En el sector público, fue Ministro de Pesquería (de 28 de julio de 1990 a 8 de enero de 1991) y Ministro de Relaciones Exteriores (de 8 de enero a 15 de febrero de 1991), integrando el primer gabinete de gobierno de Alberto Fujimori. En su paso por la cancillería destaca la defensa que hizo del fuero diplomático, a través de una carta que envío a la dirección del diario oficial El Peruano cuando este medio atacó a los miembros de la diplomacia peruana.

## Condecoraciones
- Orden El Sol del Perú en grado de Gran Cruz.
- Orden Cruz Peruana al Mérito Naval en el grado de Gran Cruz.
- Orden Gran Almirante Miguel Grau en el grado de Gran Cruz.
- Cruz al Mérito Naval de primera clase con distintivo blanco, otorgada por la Armada Española en mérito a los importantes servicios prestados en ese país.

| Predecesor: Juan Rebaza Carpio  | Ministro de Pesquería del Perú 28 de julio de 1990 a 8 de enero de 1991 a             | Sucesor: Félix Alberto Canal Torres  |
| Predecesor: Luis Marchand Stens | Ministro de Relaciones Exteriores del Perú 8 de enero de 1991 a 15 de febrero de 1991 | Sucesor: Carlos Torres y Torres Lara |

## Fuente
- Sociedad Nacional de Pesquería: Memoria Anual 2010. In memoriam / Almirante Raúl Sánchez Sotomayor, presidente de la SNP.

- Datos: Q6101471